# Bythiospeum
Bythiospeum is een geslacht van weekdieren uit de klasse van de Gastropoda (slakken).

## Soorten
- Bythiospeum acicula (Held, 1838)
- Bythiospeum anglesianum (Westerlund, 1890)
- Bythiospeum bechevi Georgiev & Glöer, 2013
- Bythiospeum blihense Glöer & Grego, 2015
- Bythiospeum bureschi (A. J. Wagner, 1928)
- Bythiospeum copiosum (Angelov, 1972)
- Bythiospeum demattiai Glöer & Pešić, 2014
- Bythiospeum devetakium Georgiev & Glöer, 2013
- Bythiospeum diaphanum (Michaud, 1831)
- Bythiospeum dourdeni Georgiev, 2012
- Bythiospeum fernetense Girardi, 2009
- Bythiospeum garnieri (Sayn, 1889)
- Bythiospeum gloriae Rolán & Martínez-Ortí, 2003
- Bythiospeum haeussleri (Clessin, 1910)
- Bythiospeum hrustovoense Glöer & Grego, 2015
- Bythiospeum husmanni (C. R. Boettger, 1963)
- Bythiospeum iltchoi Georgiev & Glöer, 2015
- Bythiospeum iltchokolevi Georgiev & Glöer, 2015
- Bythiospeum jazzi Georgiev & Glöer, 2013
- Bythiospeum juliae Georgiev & Glöer, 2015
- Bythiospeum kolevi Georgiev, 2013
- Bythiospeum maroskoi Glöer & Grego, 2015
- Bythiospeum michaelleae Girardi, 2002
- Bythiospeum montbrunense Girardi & Bertrand, 2009
- Bythiospeum nemausense Girardi, 2012
- Bythiospeum pandurskii Georgiev, 2012
- Bythiospeum pellucidum (Seckendorf, 1846)
- Bythiospeum petroedei Glöer & Grego, 2015
- Bythiospeum plivense Glöer & Grego, 2015
- Bythiospeum sarriansense Girardi, 2009
- Bythiospeum simovi Georgiev, 2013
- Bythiospeum steinheimensis (Gottschick, 1921) †
- Bythiospeum stoyanovi Georgiev, 2013
- Bythiospeum szarowskae Glöer, Grego, Erőss & Fehér, 2015
- Bythiospeum valqueyrasense Girardi, 2015
- Bythiospeum wiaaiglica A. Reischütz & P. Reischütz, 2006